# Ligonde
Ligonde (llamada oficialmente Santiago de Ligonde) es una parroquia y una aldea española del municipio de Monterroso, en la provincia de Lugo, Galicia.

## Localización
Está situado a unos 76 km de Santiago de Compostela y se puede llegar al término por la carretera Orense-Lugo (N-540) y desde allí tomar la salida por la comarcal C-535 recorriendo unos escasos 2 km.

## Historia
Se tiene constancia de su existencia hacia el siglo X entre itinerarios y guías de peregrinos.

## Organización territorial
La parroquia está formada por veintiuna entidades de población, constando diecisiete de ellas en el nomenclátor del Instituto Nacional de Estadística español:

### Entidades de población
Entidades de población que forman parte de la parroquia:
- A Casa de Areán
- A Devesa
- A Fonte Grande
- Airexe
- A Pallota
- A Previsa
- As Meandreiras (Meandreiras)
- A Vacariza
- A Zapateira
- Casas Novas (As Casas Novas)
- Comeás
- Couso
- Lardeiros
- Ligonde
- O Casucho
- O Marco
- O Rego
- Os Lameiros (Os Lameiros de Abaixo)
- Os Lameiros de Arriba

### Despoblados
Despoblados que forman parte de la parroquia:
- A Fonte do Porco
- Val

## Demografía

### Parroquia
| Gráfica de evolución demográfica de Ligonde (parroquia) entre 2000 y 2020 |
|                                                                           |
| Datos según el nomenclátor publicado por el INE.                          |

### Aldea
| Gráfica de evolución demográfica de Ligonde (aldea) entre 2000 y 2020 |
|                                                                       |
| Datos según el nomenclátor publicado por el INE.                      |

## Monumentos
- Lo más destacable es su Cementerio de peregrinos.
- El cruceiro de Ligonde está datado en el año 1670 y se puede observar por un lado, la imagen de la Virgen con Cristo en sus brazos y del otro lado, se puede ver a Cristo en la cruz y al pie de la misma una calavera. Es el Cruceiro más famoso de todo el Camino[cita requerida].
- Se sabe que existió un Hospital del que se tiene constancia hasta el año 1753.

## Albergue
Esta pequeña parroquia es la etapa 27 del Camino de Santiago, concretamente del Camino Francés.
Hay un albergue propiedad de la Junta de Galicia situado en una antigua escuela unitaria, rehabilitada en el año 1993, para todos aquellos peregrinos en su recorrido por el Camino Francés.
También existe un albergue en la misma localidad " La Fuente del Peregrino" de titularidad privada, que funciona exclusivamente con equipos de voluntarios de cualquier parte del mundo para la realización de las tareas de hospitaleros y el coste para los peregrinos es el "donativo" voluntario.